# José Guillermo Medina Sánchez
José Guillermo Medina Sánchez (Villa de Leyva, 24 de abril de 1931 - Bogotá, 13 de septiembre de 2008) fue un policía colombiano, que alcanzó el grado de general de tres estrellas y ejerció la dirección general de la Policía Nacional.

## Trayectoria de Policía
Medina Sánchez ingresó a la Escuela de Cadetes de Policía 'general Santander' como parte del curso de oficiales 09 'Carlos Holguín Mallarino', obteniendo el grado de Comisario a prueba en 1952. Hizo parte de los departamentos de Policía Sucre, Bolívar y Nariño. Fue oficial de planta de la Escuela de Cadetes, jefe de los departamentos de Personal, Administrativo y Estado Mayor de Planeación. Fue también inspector delegado, inspector general, agregado de policía ante el gobierno de Ecuador,subdirector y director general de la Policía.

## Director general de la Policía
El presidente Virgilio Barco lo nombró en el cargo el 8 de agosto de 1986. Su gestión condujo la creación de los Centros de Atención Inmediata CAI que se mantienen vigentes; las especialidades de policía aeroportuaria, de antinarcóticos y móvil de carabineros; el desarrollo de centros vacacionales para el personal de la Policía y la construcción de sedes para comandos de la Policía en zonas de baja presencia institucional como Leticia, San Andrés y Castilletes. En el auge de la lucha contra el narcotráfico, logró la captura del capo Carlos Lehder Rivas. 
| Predecesor: Víctor Alberto Delgado Mallarino | Director de la Policía Nacional de Colombia 8 de agosto de 1986 - 16 de enero de 1989 | Sucesor: Miguel Antonio Gómez Padilla |